# No To Co
No To Co je polská vokálně-instrumentální skupina, která kombinuje polský folklór s prvky skifflu a bigbítu.

## Historie
Skupina vznikla v červenci 1967 v Lodži. Jejími zakladateli byli Piotr Janczerski, bývalý zpěvák skupiny Niebiesko-Czarni, a Jerzy Krzemiński, bývalý zpěvák a instrumentalista skupiny Trubadurzy. Kapela, ještě bez názvu, debutovala 5. prosince 1967 v televizním pořadu "Po szóstej". V tehdy vyhlášené soutěži byl z několika tisíc zaslaných návrhů vybrán název "Grupa Skifflowa No To Co" (od roku 1970 – "No To Co a Piotr Janczerski"). V lednu 1968 začala skupina vystupovat na pódiích po celém Polsku a koncertovala také ve Francii, Kanadě, USA, Západním Německu, Velké Británii a socialistických zemích. V prosinci se skupina spolu s Alibabkami objevila v televizním pořadu Hej, kolęda deska (režie Ewa Bonacka), který byl v lednu a únoru 1969 vysílán v mnoha polských městech a na přelomu let 1969 a 1970 ve Spojených státech a Kanadě.
Léta 1968–1970 byla nejlepším obdobím v historii No To Co. Skupina získala hlavní ceny mimo jiné na VI. ročníku KFPP v Opolí v roce 1968 za píseň "Po ten kwiat czerwony". Na tomto festivalu vzbudila rozruch píseň "Te opolskie dziouchy", i když bez ocenění. Další ocenění přišla o rok později – na III. festivalu v Kołobrzegu, V. ročníku Bratislavské lyry a na Folk Country Festivalu v Praze. Kapela vystoupila také na festivalu v Sopotech, na 1. evropském festivalu populární hudby v Římě a na veletrhu Midem v Cannes. 12. června 1969 obdrželi Zlatou desku za album Nikifor.

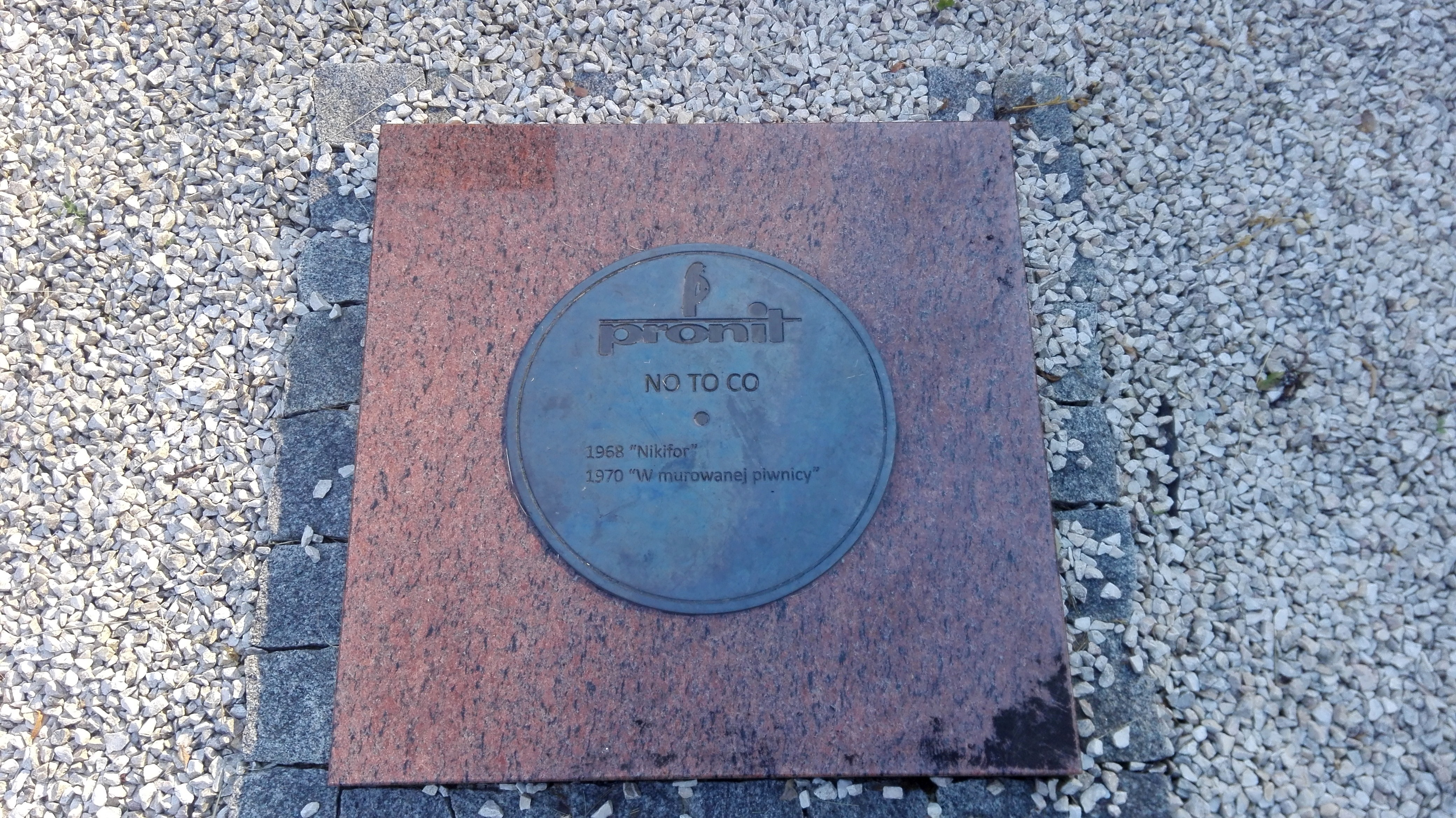
Pamětní deska

S ohledem na zahraniční trh nahrála skupina No To Co pro CBS singl a album So What. Na jaře 1970 se skupina zúčastnila televizního pořadu Tomorrow's Town, po němž následovala další vystoupení: No To Co na předměstí; Przyśpiewki ludowe a Te opolskie dziouchy – No To Co hity. Objevila se také ve filmu Milion pro Lauru (režie Hieronim Przybył, premiéra 8. června 1971). Fragment hudebního pořadu s názvem Zielona Łączka byl uveden na 9. celostátním festivalu polské hudby v Opolí (1971).
Po odchodu Jerzyho Grunwalda na konci roku 1970 a Piotra Janczerského o rok později začala skupina ztrácet na popularitě, a to i přes přechod k rockovějšímu zvuku. V roce 1971 se ke skupině připojil Edward Jugo a v roce 1974 Rybińského nahradil baskytarista Czesław Mogiliński (bývalý člen skupiny Andrzej i Eliza). Manažerem skupiny se stal Jerzy Krzemiński. V letech 1972–1974 skupina koncertovala v Bulharsku, NDR, SSSR a Švédsku a účinkovala ve filmu Awans (režie Janusz Zaorski, premiéra 30. května 1975). Skupina vystoupila také na Festivalu sovětské písně v Zieloné Hoře. V lednu 1977 nahradil Krzemińského Michał Potępa (bývalý člen skupiny Kanon Rytm) a vedení skupiny převzal Bogdan Borkowski. Kapela No To Co realizovala program ke svému 13. výročí. Po Michalu Potępovi byl po dobu pěti měsíců kytaristou Grzegorz Kuczyński (dříve A propos), který se zúčastnil mnoha koncertů skupiny a nahrával materiál v Polském rozhlase Lodž. Tyto nahrávky pořídil Michał Targowski. Nakonec skupina v roce 1980 skončila.
Vedoucím skupiny byl Stanisław Cejrowski.
V létě 1993 byla skupina obnovena v původní sestavě, ale bez Jerzyho Grunwalda. Dne 21. září 1993 vyrazila na koncertní turné No To Co – Tour of Poland '93. V následujících letech se formace scházela ke koncertům v Polsku i v zahraničí. Bogdan Borkowski zemřel 26. března 2007 v Chicagu. Jerzy Krzemiński opustil skupinu v roce 2010. Jako host s ní vystoupil její zakladatel Piotr Janczerski.
V roce 2017 skupina vystoupila na 54. ročníku KFPP v Opole, kde oslavila padesáté výročí svého založení.

## Hudebníci kapely
- Piotr Janczerski – zpěv (1967–1971, 1993, 2010–2017 jako host)
- Jerzy Krzemiński – zpěv, kytara (1967–1977, 1993–2010)
- Jerzy Grunwald – zpěv, kytara (1967–1970)
- Bogdan Borkowski – zpěv, kytara, banjo, foukací harmonika (1967–1980, 1993–2007)
- Jan Štefánek – zpěv, housle, flétna, saxofon, klavír, varhany (1967–1980, 1993–2014)
- Jerzy Rybiński – zpěv, baskytara (1967–1974, 1993–)
- Aleksander Kawecki – zpěv, perkuse (1967–1980, 1993–)
- Edward Jugo – bicí nástroje (1971–1980)
- Czesław Mogiliński – zpěv, baskytara (1974–1980)
- Michał Potępa – zpěv, kytara (1977–1980)
- Elżbieta Jagiełło – zpěv (1977–1980)
- Dariusz Król – klávesové nástroje (1993–?)
- Urszula Błaszczyńska – zpěv (1993–?)
- Irena Gałązka – zpěv (1993–?)
- Daria Pakosz – zpěv (1993–?)
- Tomasz Butrym – klávesové nástroje (2006)
- Zbigniew Brzeziński – zpěv, kytara, akustická kytara (2010–)
- Michał Makulski – klávesy, akordeon, zpěv (2010–)
- Grzegorz Kuczyński – kytara (1980)
- Janusz Nastarowicz – kytara, zpěv (2012–)

## Diskografie
- Nikifor (1968)
- W murowanej piwnicy (1969)
- Cztery pory roku (1970)
- Zielona łączka (1971)
- So what (1971)
- Kolędowe śpiewanki (1975)
- Tour of Poland '93 (1993)
- The best of – vol. 1 (1995)
- Złote przeboje (1999)
- Gdybym miał forsę (2006)
- 45 RPM – Kolekcja singli i czwórek (2007)
- 40 przebojów (2013, 2 CD)
- „50 Lat“ (2017, singl)